# Reginald Berkeley Cole
Reginald Berkeley Cole (26 novembre 1882 - 27 avril 1925) est un important colon anglo-irlandais au Kenya ; il est l'un des fondateurs du Muthaiga Country Club de Nairobi.

## Biographie
R. B. Cole naît à Northwich, Angleterre ; c'est le plus jeune fils de Lowry Cole, 4e comte d'Enniskillen, et de sa femme, Charlotte Baird. Il rentre dans la British Army et combat durant la seconde guerre des Boers, gagnant le rang de lieutenant au 9e Lanciers. Après la guerre, aux côtés de son frère Galbraith, il s'installe au Kenya. Sa sœur Florence se marie en 1899 avec Lord Delamere, pionnier du peuplement européen au Kenya.
En 1920 il est élu au conseil législatif du Kenya (une instance de gouvernance locale coloniale) puis est réélu, sans opposition, en 1924.
C'est une figure charismatique parmi les premiers colons du Kenya et un ami proche de Karen Blixen ; il est mis en scène dans le livre de cette dernière, La Ferme africaine, ainsi que Denys Finch Hatton, leur ami commun. Il est notamment connu pour avoir fondé le Muthaiga Country Club, club privé qui abrite les frasques des Blancs de la colonie,,. Il meurt d'une crise cardiaque à Naro Moru, où se situent ses terres, à l'âge de 42 ans,.